# Mass Effect: Paragon Lost
Mass Effect: Paragon Lost è un film d'animazione del 2012 diretto da Atsushi Takeuchi.
Il soggetto è tratto dalla serie di videogiochi della BioWare Mass Effect.

## Trama
La storia è ambientata durante gli eventi di Mass Effect 2 e si focalizza sulla missione del soldato dell'Alleanza James Vega nella colonia umana di Fehl Prime, attaccata dai Collettori, misteriosa razza aliena che da tempo attacca le colonie per rapire umani. Anche se la maggior parte dei personaggi sono inediti nella serie poiché facenti parte della squadra di Vega, altri sono presenti in tutti e tre i capitoli della saga (Liara, David Anderson) o sono stati nominati in uno di essi (Capitano Toni).

## Colonna sonora
La colonna sonora è stata realizzata da Joshua R. Mosley e David Kates, che aveva già collaborato alla composizione delle musiche di Mass Effect e Mass Effect 2. È stata pubblicata il 13 novembre 2012 sia in formato digitale che in CD.

### Tracce
1. Paragon Lost - Main Tile - 0:50
2. Alliance Marines - 2:18
3. Krogan Battle - 4:04
4. Execution - 0:51
5. Wreckage - 2:26
6. Vega's Tactical - 6:12
7. Hell of a Battle, Son - 1:20
8. Terminus - 2:04
9. April - 2:08
10. The Mass Effect - 3:02
11. Collectors - 2:00
12. Down the Sinkhole - 2:30
13. The Cannon - 3:23
14. Collectors Carnage - 2:55
15. A Spy Revealed - 1:30
16. Enter Brood - 1:14
17. Your Are James Vega - 1:10
18. We Got Company - 4:47
19. Nicky - 0:52
20. Lost Souls - 1:46
21. The Cure - 2:11
22. Ascension - 3:08
23. Collect This! - 2:38
24. Paragon Is Lost - 3:33
25. The Emergance of Vega - 6:25
26. A Leader Is Born - 0:47
27. Warning Signs (The Anix) - 3:24

## Distribuzione
Il film è stato distribuito digitalmente su Xbox Live e PlayStation Network il 14 dicembre 2012. Il 28 dicembre è stato distribuito dalla Funimation Entertainment anche su blu-ray e DVD.